# Cervatto
Cervatto là một đô thị ở tỉnh Vercelli trong vùng Piedmont thuộc Ý, có cự ly khoảng 100 km về phía đông bắc của Torino và khoảng 70 km về phía tây bắc của Vercelli. Tại thời điểm ngày 31 tháng 12 năm 2004, đô thị này có dân số 48 người và diện tích là 9,4 km².
Cervatto giáp các đô thị: Cravagliana, Fobello, và Rossa.